# Alonso Carrillo de Peralta
Alonso Carrillo de Peralta y Acuña (c. 1467-Marcilla, Navarra, 1533), noble español que fue I marqués de Falces, III condado de Santisteban de Lerín, señor de la baronía de Peralta y de las villas de Falces, Amposta, Maya, Andosilla, Carcar etc., del Consejo Real de Navarra, camarero mayor de la casa real, condestable, mariscal y mayordomo mayor de Navarra, corregidor de Úbeda y Baeza.

## Biografía
Nació hacia el año 1467, siendo hijo de Troilos Carrillo, II conde de Santisteban de Lerín y conde de Agosta, y su esposa Juana de Peralta, hija y heredera de Pierres II de Peralta. Su abuelo materno le legó en su testamento 1300 sueldos carlines en dinero, una cahizada de tierra en el término de Coscolleta y tres peonadas de viña en el de Marcilla. Apenas muerto su abuelo, la villa y castillo de Andosilla, con el soto de Resa, le fueron confirmadas por los reyes navarros Juan y Catalina en Pamplona el 31 de agosto de 1494, «aviendo consideración á los servicios muy aceptos á Nos y á nuestra Corona Real fechos por el egregio, Noble, fiel y bien amado Consejero nuestro Don Alonso de Peralta, Conde de Santisteban, Señor de Peralta y Maya». El 1 de marzo de 1496 estuvo presente en la jura de los monarcas de los fueros y privilegios de Estella, celebrada en la iglesia de San Pedro de la Rúa. Al año siguiente aparece ya investido como condestable, cargo que el 25 de febrero de 1497, desde Bearne, ofreció renunciar cuando conviniera así al servicio real.
El 21 de noviembre de 1504 hizo solemente protesta contra el testamento en que su abuela Isabel de Foix instituía por su heredera a la reina Catalina, reclamando para sí el mayorazgo de Peralta. Finalmente ambas partes llegaron a un acuerdo el 28 de noviembre de 1504. A cambio de la herencia de su abuela, los monarcas le concedieron la villa de Azagra y su fortaleza con todos sus vasallos y el castillo y vedado de Peñaflor, como los había poseído su abuela.
Fue uno de los rehenes que, el 29 de julio de 1512, los monarcas navarros pactaron entregar al rey Fernando el Católico como prenda del exacto cumplimiento de los pactado tras la rendición de Pamplona, en el marco de la conquista de Navarra. El condestable volvió a Navarra desde Francia, tal como lo exigía un ultimátum del día 31, y se afilió al partido castellano. Le ofreció a Fernando la fortaleza de Falces, resistió al lado del duque de Alba cuando el rey Juan, con ayuda francesa, invadió Navarra ese mismo año, y ayudó a dominar Olite y Tafalla. Le inspiró tal confianza al monarca castellano que este lo designó jefe del bando agramontés y le concedió el título de mariscal de Navarra. Al año siguiente, el 20 de abril de 1513, recibió la merced de la villa de Falces, con su señorío y fortaleza, acatando sus servicios y los de su abuelo Pierres de Peralta, y cuatro días después el título de marqués de Falces, cuyo señorío le fue confirmado el 23 de agosto. El 1 de mayo fue nombrado mayordomo mayor de Navarra, con cláusula de perpetuidad, trasmisible a sus hijos y sucesores, y por otro privilegio del mismo día se le concedió para el desempeño de este cargo la pensión de 1600 libras carlines (confirmada el 6 de marzo de 1518) y el asiento en Cortes en el lugar del chanciller del reino. El rey Carlos I le escribió desde Valladolid el 5 de marzo de 1520 anunciándole su salida de España para coronarse emperador en Aquisgrán. El 17 de mayo de 1527 le confirmó desde Valladolid las mercedes anteriores y el 1 de junio inmediato el título marquesal que gozaba desde 1513. 
Retirado el resto de su vida en el palacio y fortaleza de Marcilla, otorgó allí su testamento cerrado el 26 de octubre de 1533 ante el notario Diego de Berbinzana, declarando en él los cinco hijos nacidos de su matrimonio y por su heredero universal al primogénito de ellos. Mandó enterrarse en la capilla mayor de la iglesia del monasterio de Nuestra Señora la Blanca de Marcilla con la marquesa su mujer y con su abuelo materno Pierres de Peralta. Por albaceas, nombraba al condestable de Castilla, a su hijo segundo Pedro de Peralta y Velasco y a fray Andrés de Velasco, prior del convento, y por sobrecabezalero a su hijo primogénito.

## Matrimonio y descendencia
El marqués de Falces contrajo matrimonio con Ana de Velasco, hija de Luis de Velasco, quien fuera señor de las villas de Belorado, Val de San Vicente, Ojacastro y la Puebla de Araganzón, y su esposa Ana de Padilla, hija mayor del adelantado mayor de Castilla, Juan de Padilla. De este matrimonio nacieron cinco hijos:
- Antonio de Peralta y Velasco, que fue II marqués de Falces.[11]
- Pedro de Peralta y Velasco (m. 10 de enero de 1543), que fue gobernador de la villa de Villalpando y su tierra y de los estados del condestable de Castilla y casó con Francisca de Bañuelos.[12]
- Luis de Peralta y Velasco, que formó línea separada en la cual recayó en 1685 el marquesado de Falces.[13]
- Bernardino de Velasco Carillo y Peralta, que fue clérigo, prior de Arguedas y de Andosilla y capellán del rey Carlos I.[13]
- Miguel Carillo de Peralta, que fue corregidor de Cuenca y casó con María Ramírez.[14]

Tuvo además dos hijos naturales:
- Alonso de Peralta, prior de la iglesia parroquial de San Julián de Andosilla, que recibió de su padre 400 ducados de oro viejo para sus estudios.[15]
- Ana Carillo de Peralta, que recibió de su padre 2000 ducados de oro para ayuda de su casamiento, el cual ella celebró con Pedro de Yanguas, noble vecino de Logroño.[15]